# Miguel Varvello
Miguel Ángel Varvello (* 1943) ist ein argentinischer Musiker (Bandoneonist), Arrangeur und Komponist des Tango.
Seine Bandoneonlehrer waren Tito Aparicio und José Bustamante; Komposition studierte er bei Tití Rossi.  Neben einer Karriere als Instrumentalist in argentinischen Tangoorchestern unter Leitung von Musikern wie José Basso, Héctor Varela, Osvaldo Berlingieri, Osvaldo Piro und Carlos Lazzari, und der Mitwirkung in internationalen Tangoshows wie Forever Tango und Café de los Maestros, gründet er eigene Ensembles und tritt als Komponist von zeitgenössischen Tangos hervor. Seine Kompositionen erscheinen u. a. im Tonos Verlag.